# 久隆镇
久隆镇，是中华人民共和国广西壮族自治区钦州市钦南区下辖的一个乡镇级行政单位。

## 行政区划
久隆镇下辖以下地区：
久隆社区、久隆村、黎屋村、沙田村、丁屋村、高桥村、水铺村、新明村、平新村、那庆村、白鹤村、青草村、大岭村、高明村、新圩村、石安村、细岭头村和荷木村。